# أسكوت كورنر (كيبك)
أسكوت كورنر (بالإنجليزية: Ascot Corner, Quebec) هي بلدية محلية في كيبيك تقع في كندا في Le Haut-Saint-François Regional County Municipality. يقدر عدد سكانها بـ 2,891 نسمة ومساحتها 85.20 كم2 .

## أعلام
- برناديت رينو